# Skogsjan AB
Skogsjan AB var ett skogsmaskinföretag med säte i Söderhamn som var verksamt från slutet av 1970-talet fram till 1997. Företaget grundades och leddes av ingenjör Jan Eriksson (född 1945), även kallad Skogsjan efter det företag han grundade.

## Historia
Jan Eriksson tillhör skaran av entreprenörer inom den svenska skogsmaskinindustrin, däribland även Börje Karlsson (Rottne Industri), Martin Östberg (ÖSA), Lars Bruun (Bruun system AB) och Lars Lameksson (LL-Skogsmaskiner AB) med flera, som tidigt förde fram nordisk skogsmaskinteknik till en ledande position i världen när det gällde tekniska lösningar och produktion av skogsmaskiner som skördare, skördaraggregat och skotare. Skogsjans produkter låg under lång tid i skogsavverkningsteknikens framkant där den mest kända maskinen var en skördare, allmänt kallad "spindeln" där de fyra drivhjulen var monterade i individuellt manövrerade pendelarmar för bästa framkomlighet och komfort för operatören i svår terräng. På slutet av 1990-talet drog Skogsjan på sig stora skulder av olika orsaker och försattes i konkurs. I mars 1997 gick det amerikanska företaget Caterpillar Inc. in som huvudägare, inordnat under division Caterpillar Forestry varvid Jan Eriksson lämnade företaget. Caterpillars ambition var att lära sig kortvirkesmetoden och ta marknadsandelar i Skandinavien och Europa men också verka för en utveckling av kortvirkesmetoden främst i USA och Kanada.. Jan Eriksson grundade senare företaget Timberjan med säte i Österfärnebo som i början av 2000-talet utvecklade ett antal nya skogsmaskinkoncept bland annat en så kallad kombimaskin som används som kombinerad bandgående skördare och skotare som idag heter Timbear Lightlogg C.

### Fotnoter
1. ↑  Skogsjans (Ecolog) maskintyp "Spindeln" Arkiverad 13 augusti 2010 hämtat från the Wayback Machine., ursprungligen utvecklad på uppdrag av Skogsjan av LL-Skogsmaskiner AB med säte i Annerstad utanför Ljungby.
2. ↑  Se även samma typ av maskin från Rottne Industri.
3. ↑  Caterpillar sålde sin produktionsanläggning för skogsmaskiner i Söderhamn 2004 till företaget Logmax med stöd av Söderhamns kommun, varvid företaget EcoLog grundades. En ny serie skogsmaskiner med hjulunderrede togs därefter fram i USA av Caterpillar, referenslänk,Caterpillar 550 Wheel Harvester.

### Webbkällor
- Skogsaktuellt, artikel publicerad 17 december 2008.
- Jordbruksaktuellt, artikel Timberjan, publicerad 28 januari 2008.